# Шагатай
Шагата́й (каз. Шағатай) — село у складі Теректинського району Західноказахстанської області Казахстану. Адміністративний центр Шагатайського сільського округу.
Населення — 1109 осіб (2021; 1147 у 2009, 1662 у 1999, 1536 у 1989).